# Gekijōban Naruto Shippuden
Naruto Shippuden the Movie (劇場版NARUTO−ナルト− 疾風伝, Gekijōban Naruto Shippūden) é  o quarto filme da série Naruto e o primeiro de Naruto Shippuden. Foi oficialmente anunciado dia 22 de novembro de 2006 na Shonen Jump e seu lançamento ocorreu dia 4 de agosto de 2007. O longa trouxe o slogan "A Morte de Naruto" (ナルト、死す - Naruto, shisu), sendo muitas vezes traduzido como parte do título. A música tema do filme é interpretada por DJ Ozma e chama-se "Lie-Lie-Lie".

## Sinopse
Antigamente, demônios falharam ao destruir o mundo, mas foram liberados por Yomi. Para evitar a destruição do mundo, os demônios então deverão ser selados e trancados e a única pessoa que pode fazer isto é uma menina chamada Shion. Ela vem do país do demônio e é capaz de duas coisas: prever a morte de pessoas e também selar os demônios.
Naruto Uzumaki, Sakura Haruno, Rock Lee e Neji Hyuuga foram enviados para proteger subordinados que foram enviadas para selar esses demônios. Mas, quando o protagonista chega ao salvamento de Shion, ela então prevê a sua morte.
E a única coisa a fazer para escapar da morte é se afastar de Shion. Mas os demônios, cujo único objetivo é matar Shion, estão atrás da desprotegida; e se ele se afastar, isso significa que o fim do mundo estará próximo. Naruto Uzumaki decide então desafiar a "Morte".

## Recepção
Em seu fim de semana de estreia, Naruto Shippūden: The Movie entrou no número seis da lista de mais assistidos. Na segunda semana, o filme caiu para o número oito e ficou lá na terceira semana.

## Mídia caseira
Foi lançado em DVD no Japão em 23 de Abril de 2008 nos Estados Unidos em 10 de Novembro de 2009.